# 戴展華
戴展華（英語：Tai Chin-wah，1952年8月24日—），香港新界原居民，曾任元朗區議會區議員和立法局議員。

## 生平
生於香港。父親戴均為元朗鄉紳。
1985年當選為元朗區議員。同年9月從選舉團晉身立法局。1988年連任立法局議員。1991年在立法局新界西直選中當選，不久後卻以「私人理由」放棄議席。其後被揭發以假文件獲得律師資格，被法庭裁定5項偽造文件冒充律師資格及向律師公會發假誓等罪成。1993年3月被判即時入獄9個月。2005年因擔保均來集團茵翠豪庭項目被頒令破產。

## 家族
- 戴均（父）
- 戴權（叔）
- 戴志華（弟）